# Список войн Анголы
Данный список перечисляет военные конфликты одной из сторон которых была Ангола.
| Конфликт                                         | Сторона 1                                                                  | Сторона 2                                        | Результат |
| ------------------------------------------------ | -------------------------------------------------------------------------- | ------------------------------------------------ | --- |
| Война за независимость Анголы (1961—1974)        | МПЛА ФНЛА УНИТА ФЛЕК                                                       | Португалия ЮАР                                   | Политическая победа - Алворское соглашение, независимость Анголы в 1975. |
| Гражданская война в Анголе (1975—2002)           | МПЛА СВАПО Копье Нации Куба СССР EO                                        | УНИТА ФНЛА ЮАР Заир                              | Победа МПЛА - Вывод всех иностранных войск из Анголы. - УНИТА и ФНЛА разоружены. |
| Конфликт в Кабинде (1975-)                       | Ангола Куба                                                                | ФЛЕК                                             | Продолжается - Снижение интенсивности конфликта после договоренностей в июле-августе 2006 года. С 9 июля 2010 года, ФЛЕК Реновада — перестает являться стороной конфликта.                                  |
| Первая конголезская война (1996—1997)            | ДСОК Уганда Руанда Бурунди Ангола                                          | Заир АОР УНИТА                                   | Победа - Заир реорганизован в ДРК |
| Гражданская война в Республике Конго (1997—1999) | Правительство Нгессо Ангола Чад                                            | Правительство Паскаля ДРК                        | Победа - Возвращение к власти Нгессо |
| Вторая конголезская война (1998—2003)            | ДРК Ангола Чад Намибия Зимбабве ДСОР Интерахамве Милиция Май-Май НФОУ НФОБ | РКД Баньямуленге ОДК Уганда Руанда Бурунди УНИТА | Тупик - Создание единого многопартийного правительства - Преторийское соглашение - Развертывание МООНСДРК - Продолжение Итурийского конфликта вплоть до 2007 года в горячей фазе. - Начало Конфликта в Киву |
| Конфликт в Киву (2004—2009)                      | ДРК Милиция Май-Май Зимбабве Ангола                                        | КНДП                                             | Победа - КНДП интегрируется в ВСДРК |